# Голуб Янич
Голуб Самуило Янич (на сръбски: Голуб Самуило Јанић или Golub Samuilo Janić) е македонски сърбоманин, милионер, политик, благотворител и сръбски национален деец.

## Биография
Голуб Янич е роден през 1853 година в гостиварското село Маврово, тогава в Османската империя, в семейството на търговеца милионер Самуило Янич и София Янич, дъщеря на Пейе Пеич. Има шест сестри, а дядо му Яне е родом от Лазарополе и успешно развива търговски бизнес в Белград. Голуб Янич получава основно и средно образование в Белград, а между 1876 и 1878 година участва като доброволец в Сръбско-турската и в Руско-турската война (1877-1878). След дипломирането си постепенно овладява бизнеса на баща си, като в белградския квартал Теразия притежава седем сгради, включително хотел, кръчми, магазини и къщи за отдаване под наем. Жени се за Босилка Цинцар Янкович (1869-1936) от Чуприя.
В началото на XX век Голуб Янич се сближава с политически дейци от Сърбия, за кратко е депутат в Скупщината. Основател и председател е на дружество, което финансира и подпомага сръбската пропаганда в Македония. Канторите му в Цариград, Солун, Виена, Будапеща и сред емиграцията в САЩ, позволяват общите координирани действия, които до 1903 година са свързани предимно с образователна и благотворителна дейност. Голуб Янич е близък до сръбския крал Александър Обренович и до генерал Димитрие Цинцар Маркович, роднина на Босилка Янич, чрез който се осъществява същинската дейност на сръбската пропаганда в Македония.
Голуб Янич продължава дейността си и след Майския преврат и поддържа близки отношения с министър-председателя Никола Пашич. Започват да закупуват имоти в Скопие и други северномакедонски градове, в които да създават национални и образователни институции. Образователна и хуманитарна е дейността на организации като „Удружења Старосрбијанаца“. Заедно с Лука Челович, Милорад Годжевац, Живоин Рафаилович, Василие Йованович, Никола Спасич и Любомир Ковачевич създават Главен комитет на Четническата акция - комитет на сръбската въоръжена пропаганда в Македония, а през 1905 година се включва в новооснованото дружество „Сръбски братя“.
Голуб Янич умира през 1918 година в Белград. Съпругата му Босилка Янич създава поредица дарителски фондове, подпомага образованието в Сърбия и други до смъртта си през 1936 година.